# Ngóe
Ngóe hay nhái (danh pháp hai phần: Fejervarya limnocharis) là một loài lưỡng cư thuộc chi Fejervarya.

## Đặc điểm

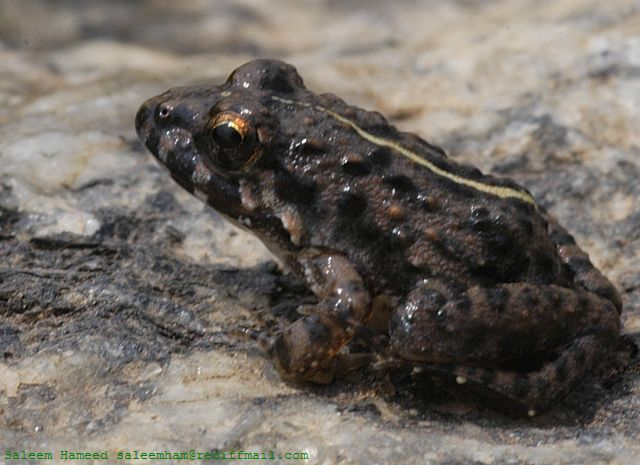

Chúng có quan hệ gần gũi với Rana tigrina, nó chỉ khác là kích cỡ nhỏ hơn. Loài này dài 2-5 inch từ mõm đến lỗ huyệt. Loài này tạo thành một phức hợp với nhiều biến thể gen có thể đại diện nhiều loài.
Phạm vi phân bố từ Trung Quốc và Nam Nhật Bản, khắp Ấn Độ, Sri Lanka, Myanmar, bán đảo Mã Lai. Trong dãy Hy Mã Lạp Sơn (Sikkim) nó sinh sống ở độ cao lên đến 7.000 ft. Stoliczka quan sát thấy rằng nó thường không ngần ngại để đi ra biển hoặc vùng nước lợ  Tại Pakistan, loài này hiện diện ở lưu vực sông Ấn, từ đồng bằng châu thổ về phía bắc cho tới ít nhất là đến Rawalpindi.

## Trong văn hóa
Trong văn hóa dân dã Việt Nam, ngóe được nhắc đến qua một phép so sánh hình tượng "giết người như ngóe", ý nói hành động giết người một cách khá dễ dàng vì ngóe nhìn chung là yếu đuối, không biết phản kháng mạnh mẽ và hành động giết đó một cách dã man tàn bạo, coi mạng người như ngóe.